# Bandar-e Lengeh
Bandar-e Lengeh, eller Bandar Lengeh, (persiska: بندر لنگه ) är en hamnstad i Iran. Den ligger vid Persiska viken, i provinsen Hormozgan, och är administrativt centrum för delprovinsen (shahrestan) Bandar-e Lengeh.